# Елвас
Елвас (порт. Elvas) је значајан град у Португалији, смештен у њеном источном делу. Град је други по величини град округа Порталегре, где чини једну од општина.
Код Елваса се налази најпознатији гранични прелаз између Шпаније и Португалије.
Елвас има сачувано старо градско језгро у масивним зидинама.

## Географија
Град Елвас се налази у источном делу Португалије, близу државне границе са Шпанијом - 10 километара источно од града. Од главног града Лисабона град је удаљен 210 километара источно, а од Портоа град 480 километара југоисточно.
Рељеф: Елвас се развио у сушном подручју Алентежо. Град се налази у подручју ниске висоравни, на надморској висини од приближно 320 m.
Клима: Клима у Елвасу је изразита средоземна, са веома мало падавина.
Воде: Услед сушне климе водотоци у Елвасу и околини су ретки и непостојани током летњих месеци. Најближа река је Гвадијана, 8 километара јужно од града.

## Историја
Подручје Елваса насељено још у време праисторије. Град је добио на значају у 15. и 16. веку када је ту било значајно седиште португалске војске, као превентива упадима из оближње Шпаније. Град је добио градска права 1513. године.

## Становништво
По последњих проценама из 2011. г. општина Елвас има око 23 хиљаде становника, од чега око 15,5 хиљада живи на градском подручју. Сеоско подручје је веома ретко насељено (< 20 ст./км²).

## Галерија
- Поглед на град
- Улаз у стари град
- Део старог дела града
- Градска кућа Елваса